# في عالم أفضل (فلم)
في عالم أفضل (بالإنجليزية: In a Better World) هو فيلم دراما تم إنتاجه في الدنمارك والسويد وصدر في سنة 2010.

## بطولة
- ميكائيل بيرسبراندت

## القصة
أنتون طبيب سويدي والذي يضطر للسفر بين بيته في بلدة جميلة في الدنمارك، وعمله في مخيّم للاجئين السودان.
وفي هذين العالمين المختلفين جداً، هو وعائلته تواجههم العديد من النزاعات والتي تقودهم إلى
الاختيار الصعب بين الانتقام والمسامحة. حيث أن أنتون وزوجته ماريان، أضطرا للأنفصال ولكنهما يكافحان
حتى لا تصل الأمور للطلاق. بينما إبنهم الأكبر ذو الإثنا عشر سنة إلياس يتعرض للأزعاج المستمر في المدرسة،
إلى أن يدافع عنه كريستيان أحد الطلبة المستجدين والذي أنتقل هو وأبيه كلاوس حديثاً من لندن.
أما والدته فقد توفيت مؤخراً بعد خسارة معركتها مع السرطان، ولازال كريستيان مُتأثراً كثيراً بموتها.
إلياس وكريستيان أستطاعا تكوين رابطة صداقة قوية، لكن عندما يتورطان في عمل خطير من أجل الانتقام والذي
تسبب في نتائج مأساوية فعلاً، عندها تُختبر صداقتهما بينما حياة أحدهما في خطر. في ذلك الوقت،
يأتي دور أبائهم الذين يُتركون لمساعدتهم على تقبل عواطف الإنسان المعقدة، والأحساس بالألم ومعنى التعاطف.

## الميزانية والإيرادات
بلغت تكلفة إنتاج الفيلم حوالي DKK30 مليون دولار (5.5 million) بينما حقق أرباحا تقدر بـ 9,629,826 دولار.

### ترشيحات وجوائز
| السنة | الحدث  | الفئة           | النتيجة  |
| ----- | ------ | --------------- | -------- |
|       | أوسكار | أفضل فيلم أجنبي | فـــــوز |

## وصلات خارجية
- مقالات تستعمل روابط فنية بلا صلة مع ويكي بيانات